# Дебердеев, Рустам Якубович
Руста́м Яку́бович Деберде́ев (род. 27 октября 1940, Арск, Татарская АССР) — советский и российский химик-технолог, доктор технических наук (1988), профессор (1989), заслуженный деятель науки Республики Татарстан и Российской Федерации (2007), лауреат Государственной премии РТ в области науки и техники (2001), лауреат премии Правительства РФ в области науки и техники (2005).

## Биография
Родился 27 октября 1940 г. в городе Арск Татарской АССР.
1957 г. — окончил среднюю школу в г. Набережные Челны, работал слесарем, токарем, шофером, служил в Советской Армии.
1967 г. — окончил технологический факультет КХТИ. 1967—1969 гг. — старший лаборант, м.н.с., ассистент кафедры технологии пластических масс (ТПМ).
1967 г. — окончил технологический факультет КХТИ.
1967—1969 гг. — старший лаборант, м.н.с., ассистент кафедры технологии пластических масс (ТПМ).
1970—1973 гг. — аспирант кафедры ТПМ.
1973 г. — защитил диссертацию на соискание ученой степени кандидата технических наук.
1988 г. — защитил диссертацию на соискание ученой степени доктора технических наук.
1990—2014 гг. — заведующий кафедрой технологии переработки полимеров и композиционных материалов (ТППКМ).
С 2014 г. — главный научный сотрудник Научно-исследовательского управления КНИТУ.
Опубликовано более 250 научных трудов, 75 патентов и авторских свидетельств. Подготовлено 8 докторов и более 25 кандидатов наук

## Научные интересы
Фундаментальные подходы в исследованиях полимерных композиционных материалов, позволяющие использовать различные модифицирующие факторы для управления молекулярной массой полимеров, состоянием расплава, фазовой совместимостью, степенью наполнения полимеров. Работы внедрены на ОАО «Нижнекамскнефтехим», «Оргсинтез», РЭУ «Мосэнерго», «Тюменьэнерго», «Татэнерго», ТЭЦ Нижнекамска, заводах С.-Петербурга, Елабуги, Казани и др.

## Награды
Лауреат Государственной премии РТ в области науки и техники (2001), лауреат Государственной премии правительства РФ в области науки и техники (2005), медаль «В память 1000-летия Казани» (2005).

## Труды
- Ю. М. Данилов, А. Г. Мухаметзянова, Р. Я. Дебердеев, Ал. Ал. Берлин , Оценка эффективности перемешивания жидких компонентов в малогабаритных трубчатых турбулентных аппаратах // Теоретические основы химической технологии. 2011, т.45, в.1, с.81-84.
- Р. Я. Дебердеев, В. И. Иржак, Т. Р. Дебердеев, Estimation of Topological Structure of Epoxycarbonate Systems Formed on Amine-Curing without Heat Supply // Polymer Science — Series D. 2011, т.4, в.2, с.121-124,
- О. В. Стоянов, Н. В. Махрова, Р. Я. Дебердеев, Новый подход к определению кислотных и основных параметров свободной поверхностной энергии полимеров // Доклады Академии наук. 2011, т.436, в.3, с.343-345
  - Проектирование производств изделий из пластмасс [Текст] : учебное пособие / Ю. В. Перухин [и др.] ; Федеральное агентство по образованию, Гос. образовательное учреждение высш. проф. образования «Казанский гос. технологический ун-т»; [науч. ред. Р. Я. Дебердеев]. — Казань : КГТУ, 2010. — 326 с. : ил., табл.; 20 см; ISBN 978-5-7882-0921-0
  - Быстрые химические реакции в турбулентных потоках: монография / В. П. Захаров, А. А. Берлин, Г. С. Дьяконов, Р. Я. Дебердеев .— Казань : Изд-во КНИТУ, 2016 .— 436 с.
- Полимерная тара и упаковка: введение в физикохимию полимеров : учеб. пособие для студентов высших учебных заведений, обучающихся по специальности 261201 «Технология и дизайн упаковочного производства» направления подготовки дипломированного специалиста 261200 «Технология полиграфического и упаковочного материала» / Р. Я. Дебердеев, П. П. Суханов, О. В. Стоянов ; Федеральное агентство по образованию, Гос. образовательное учреждение высшего проф. образования «Казанский гос. технол. ун-т». — Казань : Казанский гос. технологический ун-т, 2006 (Казань : Офсет. лаб. Казан. гос. технол. ун-та). — 331 с. : ил., табл.; 21 см; ISBN 5-7882-0300-7 (В пер.)